# Законопроект о расширении состава Верховного суда США (1937)
Законопроект о расширении состава Верховного суда (неформально «план упаковки суда»; англ. Judicial Procedures Reform Bill of 1937 или англ. «court-packing plan») — законодательная инициатива, предложенная президентом США Франклином Рузвельтом; предполагала расширение состава Верховного суда США с целью создания более благоприятных условий для проведения политики «Нового курса». Центральное положение законопроекта дало бы президенту право назначать дополнительного судью в Верховный суд (до шести человек), для каждого члена суда в возрасте старше 70,5 лет. Проект был обнародован 5 февраля 1937 года; инициатива Рузвельта, после многочисленных откладываний слушаний в Сенате, в конечном итоге провалилась.

## История
То, что стало «катастрофическим политическим просчётом» президента США Франклина Рузвельта началось 5 февраля 1937 года — с его специальной речи в Конгрессе о — Верховном суде: об одном из самых священных американских институтов. Президент попросил законодателей позволить ему назначать одного дополнительного судью в Верховный суд — в общей сложности до шести новых назначений — на каждого действующего судьи, который отказался уходить в отставку в возрасте 70 лет. Кроме того, он запросил права назначить до 48 новых судей в американские федеральные суды. Конгрессмены впервые узнали о данной идее в день оглашения. Рузвельт объяснил им это необходимостью «повышения эффективности судебной системы».

### Верховный суд и «Новый курс»
В 1937 году в Верховном суде заседало 9 человек: в разное время в его истории в нём было и 5, и 6, и 7 судей. Однако, намекая на старческий маразм состава суда своего времени, Рузвельт предположил, что «пожилые люди считают, что мир тот же, что и в прошлом» — что они «перестают интересоваться настоящем и будущем». Средний возраст состава суда был 71 год; либерально настроенный Луи Брандейс был самым старшим, ему было 80 лет. Всем четырём консервативным судьям, известным как «всадники Апокалипсиса» (Four Horsemen (Supreme Court)), было за семьдесят. Неискренность президента была очевидна современниками: так газета «New York World-Telegram», выступавшая за программу «Нового курса», отметила, что Рузвельт выступил со слишком сложной схемой — ни эффективность, ни возраст не были реальной проблемой во взаимоотношениях судей и президента. За годы правления Рузвельта не назначил ни одного из заседавших «девяти старцев» — он был первым президентом со времен Эндрю Джонсона, которому не представилось такой возможности. Президенты-республиканцы назначили 7 из 9 членов; они же назначили и подавляющее большинство (неполные 80 %) судей, заседавших на всех уровнях федеральной судебной власти. Проблема была в том, что подобный «суд Мафусала» регулярно создавал большинство, угрожавшее всему, что пытался выполнить «Новый курс».
В судебной системе в значительной мере сохранились активные сторонники политики невмешательства в рыночную экономику («laissez-faire»). Все попытки повлиять на суд — подчинить его воле демократически избранных законодательных органов — были напрасны. Только в 1920-х годах не менее 19 социально-экономических законов — включая закон, запрещавший детский труд — были отменены судом. После отмены закона NIRA в 1935 году, президент сообщил, что «нам нужно будет найти способ избавиться от нынешнего состава Верховного суда».

### Дело «Tipaldo»
Когда в первую неделю 1936 года суд занял своё новое здание, обозревать «The New Yorker» отметил, что «это великолепный храм», из «прекрасных больших окон которого, можно будет выкинуть весь Новый курс». В марте 1936 года, вновь ссылаясь на Десятую поправку к Конституции, суд отказался поддержать законодательные инициативы для поддержки «хронически больной» угольной промышленности США. А через несколько недель судья Оуэн Робертс присоединился к «Четырем всадникам», чтобы сформировать минимальное большинство, лишившее город Нью-Йорк закона о минимальной заработной плате — закон был признан неконституционным нарушением свободы коммерческого договора (см. дело «Morehead v. New York ex rel. Tipaldo»).
Общественное мнение было возмущено подобной интерпретацией Конституции, делавшей невозможной ни федеральное, ни региональное регулирования трудовых отношений: и только за 1936 год в Конгресс было внесено более сотни законопроектов, призванных пересмотреть баланс сил между законодательной и судебной ветвями американской власти. Даже бывший президент Герберт Гувер призвал внести в конституцию новую поправку, которая бы восстановила для штатов «власть, которую они считали уже имевшейся в их распоряжении» — Республиканская партия поддержала данную инициативу.
В течение 1935—1936 годов работники Министерства юстиции по настоянию Рузвельта также пытались разработать конституционную поправку для ограничения полномочий Верховного суда: им удалось создать только «чрезвычайно громоздкую» формулировку, предполагавшую возможность законодательной отмены выводов суда о неконституционности — нечто вроде «непрямого общенародного референдума», способного преодолевать судебное вето. Сложность предлагавшейся процедуры была такой, что она занимала бы годы, если ни десятилетия.
В итоге Рузвельт принял предложению генерального прокурора Гомера Каммингса «избавиться от нынешнего состава Верховного суда». У этого плана были явные плюсы: в частности, он никак не затрагивал многовековое разделение властей в США; он даже не предполагал увольнения уже имевшихся членов суда. План нельзя было назвать радикальным, но Рузвельт недооценил силу «народной преданности» традиционной роли Верховного суда — суда, созданного Отцами-основателями и окруженного обширной мифологией. «Дерзость президента» вызвала шквал критики — которая совпала по времени с масштабной критикой бездействия президента при «сидячих забастовках» по всей стране. Рузвельта обвинили в «стремлении к диктатуре» путем ослабления других ветвей власти и расширения собственный полномочий. Опросы показывали, что 53 % граждан США были против судебной реформы.

### Критика инициативы
Рузвельта лишился поддержи и целого ряда своих сторонников в Конгрессе. Сенатор от Кентукки Олбен Баркли, обычно являвшийся активным сторонником президентских инициатив, позже писал, что не ожидал подобных мер. Председатель юридического комитета Палаты представителей Хэттон Уильям Самнерс также решил отказаться от поддержки реформы. Джон Гарнер «демонстративно» отправился в длительный отпуск в Техас, лишив Рузвельта важнейшей поддержке среди законодателей. Многие южане-демократы также «отреклись» от президента: они опасались, что более либеральный состав суда сможет начать «Вторую Реконструкцию» на юге, которая затронет и сегрегацию в регионе. Сенатор от Монтаны Бертон Уилер разделял разочарование Рузвельта по поводу консерватизма суда, но принципиально возражал против какого-либо решения, затрагивавшего независимость судебной власти.
Создайте сейчас политический суд, который будет поддакивать исполнительной власти, и вы создадите оружие; оружие, которое в руках другого президента… сократит свободы, написанные кровью ваших предков.— сенатор Б. Уилер
Уилер организовал и содержательную критику президентской аргументации: популярный среди американцев судья Хьюз составил «убедительное» письмо, опровергавшее заявления Рузвельта о неэффективности судебной системы. Хотя Рузвельт в дальнейшем и сменил риторику — начав говорить о политическом консерватизме судей как о причине своей инициативы — время было уже упущено.

### Дело Пэрриш и федеральные законы
Однако изменилась и позиция Верховного суда: 29 марта 1937 году в деле «West Coast Hotel v. Parrish» суд большинством в пять голосов вынес решение, поддержавшее закон штата Вашингтон о минимальной заработной плате — таким образом за год, прошедший с дела «Tipaldo», суд изменил свою позицию на диаметрально противоположную. «Величайшее конституционное сальто в истории» стало возможным из-за изменения позиции судьи Оуэна Робертса. Современники восприняли такое изменение, как произошедшее под воздействием президентских инициатив: позже выяснилось, что Робертс изменил решение ещё 19 декабря 1936 года — более чем за семь недель до обращения Рузвельта в Конгресс. Таким образом «кивком своей головы Робертс внес поправку в Конституцию Соединенных Штатов», что вызвало критику значительной части современников (см. «The switch in time that saved nine»).
Формально, дело Пэрриш рассматривало на конституционность закон штата, а не федеральный закон. Но уже 12 апреля суд сформировал то же большинство в пять человек, чтобы подтвердить легитимность Закона о трудовых отношениях Вагнера. Судья Хьюз вновь проигнорировал недавние прецеденты и постановил, что федеральная власть имеет полномочия регулировать трудовые отношения. Через шесть недель то же большинство судей проголосовало за страхование по безработице — в рамках Закона о социальном обеспечении (SSA) — и «более комфортное» большинство из семи человек поддержало закона о пенсиях по старости.
18 мая судья ван Девантер заявил о своём намерении уйти в отставку, тем самым позволив президенту предложить новую кандидатуру в сос тав суда; это поставило точку в рассмотрении инициативы Рузвельта. Единственным законодательным результатом речи президента стал акт, принятый в августе и связанный с процедурными вопросами формирования нижестоящих судов — но не предусматривавший нового порядка формирования состава Верховного суда. После назначения Хьюга Блэка на освободившееся место, Рузвельт в последующие годы назначил ещё 7 новых судей: архи-консервативный и склонный к антисемитизму судья Макрейнольдс, который по некоторым сведениям поклялся, что «никогда не уйдет в отставку, пока этот искалеченный сукин сын находится в Белом доме», покинул свой пост в январе 1941 года. В последовавшие полвека Верховный суд США не отменил ни одного значимого федерального или регионального социально-экономического закона.